# Liv Grete Poirée
Liv Grete Poirée nata Skjelbreid (Bergen, 7 luglio 1974) è un'ex biatleta norvegese.
È sorella di Ann Elen Skjelbreid ed ex moglie del francese Raphaël Poirée, a loro volta biatleti di alto livello.
Sua caratteristica è una certa fallosità al poligono, soprattutto in piedi e dopo la pausa per maternità nella stagione 2002-2003, compensata però da un'ottima velocità sugli sci.

## Biografia
Originaria di Eikelandsosen, ha iniziato a praticare biathlon a livello agonistico nel 1986. In Coppa del Mondo ha esordito nel 1993 nella sprint di Lillehammer (42ª), ha conquistato il primo podio il 19 gennaio 1997 nella staffetta di Anterselva (2ª) e la prima vittoria l'8 gennaio 1999 nell'inseguimento di Oberhof.
In carriera ha preso parte a tre edizioni dei Giochi olimpici invernali, Nagano 1998 (15ª in individuale, 23ª in sprint, 3ª in staffetta), Salt Lake City 2002 (2ª in individuale, 4ª in sprint, 4ª in inseguimento, 2ª in staffetta) e Torino 2006 (9ª in individuale, 12ª in sprint, 6ª in inseguimento, 18ª in partenza in linea, 5ª in staffetta), e a otto dei Mondiali, Ruhpolding 1996 (42ª in individuale, 7ª in sprint, 4ª in staffetta), Osrblie 1997 (39ª in individuale, 39ª in sprint, 42ª in inseguimento, 2ª in staffetta, 1ª nella gara a squadre), Pokljuka/Hochfilzen 1998 (10ª in inseguimento), Kontiolahti/Oslo 1999 (28ª in individuale, 11ª in sprint, 10ª in inseguimento, 14ª in partenza in linea, 4ª in staffetta), Oslo/Lahti 2000 (32ª in individuale, 1ª in sprint, 7ª in inseguimento, 1ª in partenza in linea, 5ª in staffetta), Pokljuka 2001 (2ª in individuale, 3ª in sprint, 1ª in inseguimento, 3ª in partenza in linea, 4ª in staffetta), Oberhof 2004 (8ª in individuale, 1ª in sprint, 1ª in inseguimento, 1ª in partenza in linea, 1ª in staffetta) e Hochfilzen 2005 (37ª in sprint).
Nel 2006 si è ritirata dall'attività agonistica.

## Palmarès

### Olimpiadi
- 3 medaglie:
  - 2 argenti (individuale[3], staffetta[3] a Salt Lake City 2002)
  - 1 bronzo (staffetta[3] a Nagano 1998)

### Mondiali
- 13 medaglie:
  - 8 ori (gara a squadre[3] a Osrblie 1997; sprint[3], partenza in linea[3] a Oslo/Lahti 2000; inseguimento[3] a Pokljuka 2001; sprint[3], inseguimento[3], partenza in linea[3], staffetta[3] a Oberhof 2004)
  - 3 argenti (gara a squadre[3] a Pokljuka/Hochfilzen 1998; staffetta[3] a Osrblie 1997; individuale[3] a Pokljuka 2001)
  - 2 bronzi (sprint[3], partenza in linea[3] a Pokljuka 2001)

### Coppa del Mondo
- Vincitrice della Coppa del Mondo nel 2004
- Vincitrice della Coppa del Mondo di sprint nel 2004
- Vincitrice della Coppa del Mondo di inseguimento nel 2004
- Vincitrice della Coppa del Mondo di partenza in linea nel 2004
- 51 podi (37 individuali, 14 a squadre[4]), oltre a quelli conquistati in sede olimpica e iridata e validi anche ai fini della Coppa del Mondo:
  - 24 vittorie (17 individuali, 7 a squadre)
  - 16 secondi posti (13 individuali, 3 a squadre)
  - 11 terzi posti (7 individuali, 4 a squadre)

#### Coppa del Mondo - vittorie
| Data             | Località              | Nazione         | Specialità                                                                         |
| ---------------- | --------------------- | --------------- | ---------------------------------------------------------------------------------- |
| 8 gennaio 1999   | Oberhof               | Germania        | SP                                                                                 |
| 9 gennaio 1999   | Oberhof               | Germania        | PU                                                                                 |
| 28 febbraio 1999 | Lake Placid           | Stati Uniti     | RL (con Ann Elen Skjelbreid, Gro Marit Istad Kristiansen e Gunn Margit Andreassen) |
| 5 marzo 1999     | Valcartier            | Canada          | SP                                                                                 |
| 5 dicembre 1999  | Hochfilzen            | Austria         | RL (con Gro Marit Istad Kristiansen, Ann Elen Skjelbreid e Gunn Margit Andreassen) |
| 2 dicembre 2000  | Hochfilzen/Anterselva | Austria/ Italia | RL (con Ann Elen Skjelbreid, Gro Marit Istad Kristiansen e Gunn Margit Andreassen) |
| 11 gennaio 2001  | Ruhpolding            | Germania        | RL (con Ann Elen Skjelbreid, Gro Marit Istad Kristiansen e Linda Grubben)          |
| 16 marzo 2001    | Oslo Holmenkollen     | Norvegia        | SP                                                                                 |
| 10 gennaio 2002  | Oberhof               | Germania        | SP                                                                                 |
| 19 gennaio 2002  | Ruhpolding            | Germania        | SP                                                                                 |
| 20 gennaio 2002  | Ruhpolding            | Germania        | PU                                                                                 |
| 23 gennaio 2002  | Anterselva            | Italia          | IN                                                                                 |
| 27 gennaio 2002  | Anterselva            | Italia          | PU                                                                                 |
| 9 marzo 2002     | Östersund             | Svezia          | SP                                                                                 |
| 5 dicembre 2003  | Kontiolahti           | Finlandia       | RL (con Liv-Kjersti Eikeland, Linda Grubben e Gunn Margit Andreassen)              |
| 7 dicembre 2003  | Kontiolahti           | Finlandia       | PU                                                                                 |
| 7 gennaio 2004   | Pokljuka              | Slovenia        | SP                                                                                 |
| 16 gennaio 2004  | Ruhpolding            | Germania        | SP                                                                                 |
| 18 gennaio 2004  | Ruhpolding            | Germania        | PU                                                                                 |
| 14 marzo 2004    | Oslo Holmenkollen     | Norvegia        | MS                                                                                 |
| 19 dicembre 2004 | Östersund             | Svezia          | MS                                                                                 |
| 29 novembre 2005 | Östersund             | Svezia          | RL (con Gro Marit Istad Kristiansen, Gunn Margit Andreassen e Linda Grubben)       |
| 10 dicembre 2005 | Hochfilzen            | Austria         | RL (con Gro Marit Istad Kristiansen, Gunn Margit Andreassen e Linda Grubben)       |
| 15 gennaio 2006  | Ruhpolding            | Germania        | PU                                                                                 |

Legenda:

IN = individuale

SP = sprint

PU = inseguimento

MS = partenza in linea

RL = staffetta